# Mohammed Ben Ali Abgali
Mohammed Ben Ali Abgali foi um embaixador marroquino no Reino Unido de 14 de Agosto de 1725 até Fevereiro de 1727.
Foi eleito Membro da Royal Society em 1726.
Trocava também correspondência com Martin Folkes.